# 田村顕允
田村 顕允（たむら あきまさ）は、幕末の仙台藩亘理領主・伊達邦成の家臣。亘理伊達家の家老。北海道有珠郡・室蘭郡・幌別郡郡長。紋鼈教会（現・日本キリスト教会伊達教会）創設者。伊達氏の北海道開拓を提案した人物。

## 略歴
天保3年（1832年）、現在の宮城県仙台市に生まれる。戊辰戦争により、亘理伊達家は領地のほとんどを失い、家臣は路頭に迷うことになる。家老であった顕允は、ロシア南下を防ぐため北海道開拓を急ぐ新政府の政策に目を付け、「北門警備は武士の本領、戊辰の汚名をすすぐ好機なり」と上申した。財政の窮乏を心配する邦成に、「我に恩顧の譜代の旧臣あり、此人を資本になす。資力窮乏何ぞ恐るるに足らん」と進言した。
政府は自費移住での伊達一門の開拓を認める。明治3年（1870年）、領主ととも北海道有珠郡へ移住した。明治9年（1876年）4月8日、国足神社建立に伴い、副祭主として遷座祭を執行する。
明治19年（1886年）、室蘭郡長の時、仙台から室蘭にきて伝道していた吉田亀太郎の集会に出席し、大いに感ずるところがあったため、函館に応援にきていた押川方義を招いて演説会を開く。その後、押川から洗礼を受け、日本基督一致教会の信徒となる。同年12月、村木孝英らと発起人となり、会堂建築の計画を立て、34人の献金者に製糖会社技師としてドイツから来ていた者2人も加えて献堂式を挙げる。明治20年（1887年）9月、会員83人で紋鼈教会（現日本キリスト教会伊達教会）を設立し、日本基督一致教会宮城中会に属した。大正2年（1913年）、死去。
昭和10年（1935年）、有珠郡開拓の先覚者であり偉勲者であるとして伊達邦成と共に伊達神社に祀られる。

## 祭祀
- 鹿島国足神社副祭主
- 伊達神社祭神
- 開拓神社祭神